# Signum (zespół muzyczny)
Signum – jest to duet dwóch holenderskich DJ-ów: Pascala Minnaarda oraz Ronalda Hagena tworzących muzykę gatunku Trance.

## Historia
Pascal Minnaard i Ronald Hagen dorastali w mieście Zoetermeer. Gdy poznali się w szkole średniej, postanowili rozpocząć wspólne tworzenie muzyki. Ich pierwszym utworem był What Ya Got 4 Me, który powstał w roku 1998. W 2001 roku ukazała się reedycja tej piosenki. Jednocześnie wydali remix piosenki Bulgarian. Po sukcesach grupy, DJ Scot Mac podjął współpracę z Signum, dzięci czemu utworzyli m.in. utwór Coming on Strong.

## Dyskografia

### Single
- Adaptor (1997)
- What Ya Got 4 Me (1998)
- Coming On Strong (1999)
- Just Do It (1999)
- The Recycle (1999)
- Solar Level (2000)
- 5 Yards / Afterglow (2001)
- First Strike (2001)
- Cura Me (2002)
- Second Wave (2002)
- Third Dimension (2002)
- Push Through / Sunny Changes (2003)
- Come Around Again (2004)
- Spacehopper / What Ya Got 4 Me? (2004)
- The Timelord (2004)
- Back @ Ya / In Your Face (2005)
- What Ya Got 4 Me 2006 / Supersonic (2006)
- Captured (2007)
- Harmonic / Cloud City (2007)
- Syndicate / Hit That Note (2007)
- Distant Signature (2008)
- Royal Flash / Any Given Moment (2008)
- Addicted [A State of Trance] (2009)
- Riddles In The Sand (2009)
- Healesville Sanctuary (2009)
- Ancient World (2010)

### Remiksy
- ATB – 9PM (Till I Come) (1998)
- Alice Deejay – Better Off Alone (1998)
- Travel – Bulgarian (1998)
- Yves Deruyter – To The Rhythm (1998)
- Kay Cee – Escape (1998)
- Stray Dog – Mirror (1999)
- Piet Blank & Jaspa Jones – After Love (1999)
- Lost Tribe – Gamemaster (1999)
- Scooter – Faster Harder Scooter (1999)
- Hand’s Burn – Good Shot (1999)
- Web – Lovin’ Times (1999)
- DJ Tom Stevens vs. Fridge – Ouface (1999)
- Crispy – In And Out (2000)
- Katana – Silence (2000)
- The Space Brothers – Shine 2000 (2000)
- Futura Legend Featuring Christine – Restless Nature (2002)
- OceanLab – Beautiful Together (2003)
- Misja Helsloot – First Second (2003)
- Laura Turner – Soul Deep (2003)
- Delerium – Truly (2003)
- Signum – First Strike (2004 Remake Edit) (2004)
- DJ Danjo & Rob Styles – Duende (2004)
- Armin van Buuren – Serenity (2005)
- Kenny Hayes – Daybreaker (2005)
- Above & Beyond – Can’t Sleep (2006)
- Vincent de Moor – Flowtation 2007 (2007)
- Dan Stone – Road Test (2007)
- Ascension – Someone (2008)
- Re:Locate – Rogue (2009)
- Alex M.O.R.P.H. feat. Ana Criado – Sunset Boulevard (2010)
- Dash Berlin feat. Solid Sessions – Janeiro (2010)